# Worlds
Worlds — дебютный студийный альбом американского продюсера электронной музыки Портера Робинсона, выпущенный 12 августа 2014 года на лейбле Astralwerks в США и на Virgin EMI Records во всём мире. Альбом занял девяносто седьмое место среди лучших альбомов 2010-х годов и пятнадцатое место среди лучших танцевальных альбомов 2010-х годов по версии сотрудников Billboard в ноябре 2019 года.
| Оценки критиков | Оценки критиков |
| Источник        | Оценка          |
| --------------- | --------------- |
| Pitchfork       | 6.9/10          |
| Rolling Stone   | [ 6 ]           |

## Список композиций
Слова и музыка всех песен — Портера Робинсона.
| №                   | Название                                                 | Продюсер(ы)                                                                      | Длительность |
| ------------------- | -------------------------------------------------------- | -------------------------------------------------------------------------------- | ------------ |
| 1.                  | «Divinity» (совместно с Amy Millan)                      |                                                                                  | 6:08         |
| 2.                  | «Sad Machine»                                            |                                                                                  | 5:50         |
| 3.                  | «Years of War» (совместно с Breanne Düren и Sean Caskey) | Breanne Düren, Sean Caskey                                                       | 3:56         |
| 4.                  | «Flicker»                                                |                                                                                  | 4:39         |
| 5.                  | «Fresh Static Snow»                                      |                                                                                  | 5:58         |
| 6.                  | «Polygon Dust» (совместно с Leamaitre)                   | Ketil Jansen, Ulrik Denizou Lund                                                 | 3:29         |
| 7.                  | «Hear the Bells» (совместно с Imaginary Cities)          | Marti Sarbit, Rusty Matyas                                                       | 4:46         |
| 8.                  | «Natural Light»                                          |                                                                                  | 2:21         |
| 9.                  | «Lionhearted» (совместно с Urban Cone)                   | Benjamin Swardlick, Andrew Coenen, Eric Luttrell, Emil Gustafsson, Rasmus Flyckt | 4:24         |
| 10.                 | «Sea of Voices»                                          | Breanne Düren                                                                    | 4:59         |
| 11.                 | «Fellow Feeling»                                         |                                                                                  | 5:49         |
| 12.                 | «Goodbye to a World»                                     |                                                                                  | 5:28         |
| Общая длительность: | Общая длительность:                                      | Общая длительность:                                                              | 57:49        |